# Eerste Slag bij Olmedo
De Eerste Slag bij Olmedo vond plaats op 19 mei 1445 buiten de muren van de stad Olmedo, gelegen in de tegenwoordig provincie Valladolid.

## Aanleiding en context
Johan II van Castilië en zijn raadsheer en Constable van Castilië, Álvaro de Luna hadden beslag gelegd op Medina del Campo, een bezit dat toebehoorde aan prins Johan van Aragón. Ze besloten dat de opbrengsten niet langer zouden toevallen aan het koninkrijk Navarra maar aan het koninkrijk Castilië. Daarop viel prins Johan Castilië binnen.
Deze Slag bij Olmedo was op militair gebied een onbelangrijke veldslag. Op politiek gebied had de veldslag grote gevolgen.

## Veldslag
Johan II van Castilië en Álvaro de Luna rukten vanuit Medina del Campo op om de Prinsen van Aragón, Johan en Hendrik en hun medestanders tegen te houden. De troepen uit Navarra en Aragón werden gesteund door troepen van enkele Castiliaanse families die de zijde van Johan van Aragón hadden gekozen.
Bij een eerste schermutseling op 19 mei werd Hendrik zwaargewond. Daarop vielen de Castiliaanse troepen aan, onder leiding van Álvaro de Luna, gesteund door Iñigo Lopez de Mendoza en de eerste hertog van Alva, García Álvarez de Toledo y Carrillo.
De slag duurde nauwelijks 2 uur en er vielen 38 doden en 200 gewonden. Aan de slag namen enkele duizenden soldaten deel.
De Castiliaanse troepen zegevierden. De troepen uit Aragón en Navarra sloegen op de vlucht.

## Gevolgen
De prinsen van Aragón werden door de veldslag definitief afgebracht van hun aspiraties op de troon van Castilië. Hendrik overleed kort na de veldslag in Calatayud.
Álvaro de Luna, die in 1441 door een complot in diskrediet was gebracht, kwam opnieuw in de gratie van koning Johan II en wist zijn macht verder uit te breiden, tot hij in 1453 werd gearresteerd en ter dood gebracht.
Iñigo kreeg als beloning het markizaat van Santillana.